# LRG Capital Funds
LRG Capital Funds, tidigare Baystar Capital, är ett amerikanskt private equity-bolag grundat i San Francisco 1999. Idag (2008) har bolaget även kontor i New York och Miami.
Bolaget har tidigare drivit två fonder, Baystar Capital I och Baystar Capital II som totalt investerat 1,5 miljarder USD i över 250 bolag, både noterade och onoterade. För närvarande har bolaget fyra fonder:
- The LRG BayStar Capital III Fund som investerar medel genom att erbjuda företag strukturerade lånelösningar
- The LRG Capital / Admiral Flagship Fund som är en hedgefond
- The LRG Capital Real Estate Partners I Fund som investerar i fastigheter i Kalifornien
- The LRG Capital / Signature Momentum Fund som är en private equity-fond som investerar i tillväxtmarknader

Utöver att driva investeringsfonderna har bolaget viss direkt utlåningsverksamhet och även en konsultverksamhet som delvis arbetar med portföljbolagen.